# تورسو و سیبرون
تورسو و سیبرون، روستایی است از توابع بخش بندپی شرقی شهرستان بابل در استان مازندران ایران. بیشتر ساکنین این روستا از طایفه‌های ادبی، حیدری، عرب، طلایی و گلچوب و علی پرست هستند. از مهم‌ترین و قدیمی‌ترین بناهای این روستا بقعه امامزاده محمد می‌باشد . فاصله تورسو و سیبرون با مرکز بخش (گلوگاه بندپی) 12 کیلومتر است.

## جمعیت
این روستا در دهستان فیروزجاه قرار دارد و براساس سرشماری مرکز آمار ایران در سال ۱۳۸۵، جمعیت آن ۳۱۴ نفر (۷۸خانوار) بوده‌است.